# Charles-Jean-Melchior de Vogüé
Pour les articles homonymes, voir Melchior de Vogüé.
Charles-Jean-Melchior de Vogüé, dit le "marquis de Vogüé", né à Paris le 18 octobre 1829 et mort à Paris le 10 novembre 1916, est un archéologue et diplomate français. Il est un cousin de l'académicien russisant Eugène-Melchior de Vogüé.

## Biographie
Il est le fils de Léonce, "marquis de Vogüé", et de la marquise, née Henriette de Machault d'Arnouville. Après avoir préparé Saint-Cyr et l'École polytechnique, Melchior de Vogüé est remarqué par Alexis de Tocqueville, alors ministre des Affaires étrangères et nommé en 1849 attaché à l’ambassade de France à Saint-Pétersbourg. Lors d'une chasse, il sauva la vie d'un moujik en se battant au corps à corps avec une ourse, évènement qui fut rapporté par Alexandre Dumas.
En 1852, après l'arrestation de son père, alors député, lors du coup d'État du 2 décembre 1851, il renonce provisoirement au service de l'Etat et à la diplomatie pour se lancer dans des études archéologiques et historiques. Il explore la Syrie et la Palestine en 1853-1854. De retour en France après avoir constaté sur place le manque de moyen des communautés chrétiennes pour l'éducation, il est très sensible à l'appel lancé le 4 avril 1856 par Augustin Cauchy pour venir en aide à ces mêmes communautés chrétiennes. Il a été parmi les nombreuses personnalités de tous bords politiques à l'origine de la création de L'Œuvre des Écoles d'Orient plus connue actuellement sous le nom de L’Œuvre d’Orient. Il fut membre de son premier conseil d'administration, le 25 avril de la même année. Peu de temps après il occupe le poste de trésorier général jusqu'en 1885, la vice-présidence du conseil jusqu'en 1900, puis la présidence du conseil jusqu'à sa mort.
En 1856, il devient membre du Jockey-club, à la suite de sa fusion avec le Nouveau-Cercle.
En 1868, il est élu membre libre de l’Académie des inscriptions et belles-lettres. Il collabore à de nombreux périodiques savants comme la Revue archéologique, la Revue numismatique, le Journal asiatique, le Bulletin des Antiquaires. Il publie des ouvrages qui font autorité sur Les églises de la Terre Sainte (1860), Le Temple de Jérusalem (1864), ou La Syrie Centrale (1865-1877).
À la chute du Second Empire, Thiers le nomme en 1871 ambassadeur de France à Constantinople. En 1875, il est nommé ambassadeur à Vienne où il reste jusqu'en 1879. Après le départ de Mac Mahon, il renonce à nouveau à la diplomatie pour se consacrer aux études archéologiques et historiques, aux œuvres philanthropiques et à ses propriétés.
Il s’intéresse au siècle de Louis XIV, notamment au duc de Bourgogne, et publie l’édition complète des mémoires du maréchal de Villars ainsi qu'une monographie sur l'histoire de sa famille en Vivarais : Une famille Vivaroise (1906).
Homme de foi et catholique militant, Melchior de Vogüé prend une part décisive au développement d'œuvres charitables ou pieuses comme l'Office central des œuvres charitables, l'Œuvre de la propagation de la foi, l'Œuvre des écoles d’Orient ci-dessus mentionnée et la Société de secours aux blessés militaires. Membre fondateur de cette dernière, il en assure le fonctionnement dans le centre de la France durant la guerre de 1870 et il préside, de 1903 à 1916, cette organisation qui en se regroupant avec deux autres, allait former la Croix-Rouge française en 1940.
À partir de 1877, il préside la revue Le Correspondant. Il prend le titre de marquis de Vogüé à la mort de son père le 25 juin 1877. Poursuivant les travaux agricoles de celui-ci, il préside la Société des agriculteurs de France à partir de 1896. 
Il est élu à l'Académie française en 1901 et y est reçu le 12 juin 1902, au 18e fauteuil, où il succède à Albert de Broglie, par José-Maria de Heredia. 
Administrateur de la Compagnie des Glaces et Produits chimiques de Saint-Gobain depuis 1893, il en devient le président en 1901.
Il meurt à son domicile du 2, rue Fabert à Paris 7e le 10 novembre 1916.

### Mariages et descendance
Il épouse en 1855 sa cousine germaine Adélaïde Marguerite de Vogüé, fille de Charles Louis de Vogüé et d'Elisabeth Marie Charlotte de Béranger. Elle meurt à Paris 7e le 1er décembre 1860. Deux filles naissent de cette union : 
- Marie-Caroline de Vogüé (14 octobre 1858 - 4 décembre 1910), mariée le 8 juillet 1879 avec Aymar Marie Antoine de Nicolaÿ (1847-1930), dont postérité ;

- Marthe Marie Thérèse de Vogüé (Paris 7e, 21 novembre 1860 - 1923), mariée à Paris 7e le 22 juin 1881 avec Charles-Marie de Mac-Mahon (1856-1894), 5e marquis d'Éguilly « dit de Mac-Mahon », sans postérité ;

Devenu veuf, il se remarie le 17 décembre 1866 avec Béatrix Claire Marie des Monstiers-Mérinville (Paris, 21 juin 1845 - Vienne, 22 avril 1876), fille d'Antoine, vicomte des Monstiers Mérinville, chef d'escadrons de la garde royale, attaché d'ambassade, chevalier de la Légion d'honneur, et d'Elisabeth Terray. Elle était la petite fille d'Hippolyte Terray de Rozières. Dont :
- Louis Antoine Melchior de Vogüé (Versailles, 16 janvier 1868 - Paris 7e, 1er mars 1948), marié à Paris 8e le 3 août 1892 avec Louise Marie Charlotte, princesse d'Arenberg (1872-1958), dont postérité ;
- Robert Ursin Adrien de Vogüé (Boulleret, 15 octobre 1870 - Paris 7e, 27 novembre 1936), marié à Paris 8e le 6 mars 1897 avec Césarine Anne Lucie Sommier (1874-1946), dont postérité ;
- Adalbert Constantin Léonce de Vogüé (Constantinople, 6 mars 1872 - Lausanne, 6 mars 1923), marié à Paris 7e le 10 avril 1901 avec Marie Josèphe Charlotte Noémi d'Andigné (1874-1944), sans postérité ;
- Elisabeth Charlotte Marie de Vogüé (Vienne - Autriche, 18 avril 1876 - Graveson, 1er octobre 1960), mariée à Paris 7e le 9 avril 1896 avec Denys Marie Charles Benoist d'Azy (1866-1953), dont postérité.

### Distinctions
- Commandeur de la Légion d'honneur (décret du 14 janvier 1879)[7]
- Grand d'Espagne de 1ère classe

### Œuvres
- Fragments d'un journal de voyage en Orient. Côtes de la Phénicie (1855)
- Note sur quelques inscriptions recueillies à Palmyre (1855)
- Notes d'épigraphie araméenne (1856)
- Les Églises de la Terre Sainte (1860), Libr. V. Didron, 1 vol. in-quarto
- Les Événements de Syrie (1860)
- Mémoire sur une nouvelle inscription phénicienne (1860)
- Notice sur un talent de bronze trouvé à Abydos (1862)
- Bulletin de l'Œuvre des pèlerinages en Terre-Sainte : histoire, géographie, ethnographie et archéologie biblique et religieuse (1863)
- Inscriptions araméennes et nabatéennes du Haouran (1864)
- Inscriptions hébraïques de Jérusalem (1864)
- Le Temple de Jérusalem, monographie du Haram-ech-Chérif, suivie d'un Essai sur la topographie de la Ville-sainte (1864)
- L'Alphabet hébraïque et l'alphabet araméen (1865)
- L'Islamisme et son fondateur (1865)
- Syrie centrale. Architecture civile et religieuse du Ier   au   VIIe siècle (1865-1877)
- Le Duc de Luynes (1868)
- Mélanges d'archéologie orientale (1868)
- Syrie centrale. Inscriptions sémitiques (1868-1877)
- Six inscriptions phéniciennes d'Idalion (1875)
- Stèle de Yehawmelek, roi de Gebal (1875)
- Monnaies et sceaux des croisades (1877)
- Monnaies inédites des croisades (1880-1890)
- Note sur la forme du tombeau d'Eschmounazar (1880)
- Madame de Maintenon et le maréchal de Villars. Correspondance inédite (1881)
- Inscriptions palmyréniennes inédites : un tarif sous l'Empire romain (1883)
- Mémoires du maréchal de Villars, publiés, d'après le manuscrit original, pour la Société de l'histoire de France, et accompagnés de correspondances inédites (1884-1904)
- La Stèle de Dhmêr (1885)
- Villars et l'électeur de Bavière Max-Emmanuel (1885)
- Note sur une inscription bilingue de Tello et sur quatre intailles sémitiques (1887)
- Villars d'après sa correspondance et des documents inédits (1888)
- Note sur les nécropoles de Carthage (1889)
- Note sur une inscription punique trouvée par le P. Delattre à Carthage (1892)
- Le Comte Riant (1893-1896)
- Vases carthaginois (1893)
- Note sur une borne milliaire arabe du Ier siècle de l'hégire (1894)
- Le Duc de Bourgogne et Beauvillier, d'après des correspondances inédites (1895)
- Monnaies inédites des croisades (1895-1905)
- Monnaies juives (1895-1905)
- La bataille d'Oudenarde (1897)
- La bataille de Malplaquet (1897)
- La victoire de Denain (1897)
- Le Véritable vainqueur de Denain (1903)
- Notice sur l'hôtel de Villars (1904)
- Une famille vivaroise, histoires d'autrefois racontées à ses enfants (1906)
- La Citerne de Ramleh et le tracé des arcs brisés (1912)
- Une Fête à Aubenas en 1732 (1912)
- Jérusalem hier et aujourd'hui (1912)
- Thureau-Dangin (1913)
- Trois épisodes de l'histoire de la Russie : le fils de Pierre le Grand (1889)